# Sunny von Bülow
Sunny von Bülow (* 1. September 1932 in Manassas, Virginia; † 6. Dezember 2008 in New York City; eigentlich Martha Sharp Crawford von Bülow) war eine US-amerikanische Erbin und prominentes Mitglied der High Society. Anfang der 1980er-Jahre erlangte sie weltweite Bekanntheit, nachdem ihr damaliger Ehemann Claus von Bülow des zweifachen Mordversuchs an ihr angeklagt war. Sunny von Bülow lag ab Dezember 1980 im Koma.

## Biographie
Als einziges Kind des Magnaten George Crawford und dessen Ehefrau Annie-Laurie geb. Warmack erbte sie bereits im Alter von drei Jahren durch den Tod ihres Vaters mehrere Millionen US-Dollar. Sie heiratete 1957 in erster Ehe den Österreicher Alfred Auersperg (1936–1992). Aus dieser Ehe, die 1965 geschieden wurde, hatte sie zwei Kinder, Annie-Laurie (genannt „Ala“) und Alexander Georg. Am 6. Juni 1966 heiratete Sunny Claus von Bülow. 1967 wurde die gemeinsame Tochter Cosima von Bülow geboren.
Am 21. Dezember 1980 fiel Sunny aus letztlich ungeklärten Gründen ins Koma. Ihre Kinder aus erster Ehe beschuldigten den Stiefvater Claus von Bülow, er habe seine Frau mit einer Insulin-Injektion umbringen wollen. Claus von Bülow wurde angeklagt, in einem ersten Prozess 1982 für schuldig befunden und zu einer 30-jährigen Gefängnisstrafe verurteilt, wogegen Berufung beantragt wurde. In einem zweiten Prozess wurde er 1985 in allen Punkten freigesprochen.
Am 6. Dezember 2008 starb Sunny von Bülow nach fast 28 Jahren im Koma.

## Verfilmung
Alan M. Dershowitz schrieb das Buch Reversal of Fortune. Inside the von Bülow case (1985; dt. Die Affäre der Sunny von B. Der Von-Bülow-Skandal, 1990), das unter dem Titel Reversal of Fortune (deutsch: Die Affäre der Sunny von B.) mit Jeremy Irons und Glenn Close in den Hauptrollen 1990 verfilmt wurde.